# Бода (город, Бангладеш)
Бода (бенг. বোদা, англ. Boda) — город на севере Бангладеш, административный центр одноимённого подокруга. Площадь города равна 1,93 км². По данным переписи 2001 года, в городе проживало 8 545 человек, из которых мужчины составляли 51,93 %, женщины — соответственно 48,07 %. Плотность населения равнялась 4427 чел. на 1 км². Уровень грамотности населения составлял 46,8 % (при среднем по Бангладеш показателе 43,1 %).